# Археологічний музей Керамікосу
Археологічний музей Керамікосу — археологічний музей в Афінах, розташований на території ділянки цвинтаря Стародавніх Афін, у, так званому, зовнішньому Керамікосі.

## Загальна інформація
Музей Керамікосу побудований у 1937 року за проектом архітектора I. Іоанніса за пожертвування Густава Оберлендера. 1960 року музей розширили за фінансової підтримки братів Берінгер. Музей розташований на вулиці Ерму, 148, неподалік від вулиці Пірея.
Це досить проста в архітектурному відношенні споруда, квадратна в плані та ззовні оточена критою галереєю. Всередині діють 4 виставкові зали, що оточують внутрішній двір, облаштований як невеличкий сад оливових дерев та кущів лавру. В першій кімнаті та атриумі виставлені скульптурні експонати, які охоплюють усі періоди античності. Інші три кімнати представляють зібрання давньогрецької кераміки, прикраси, пердмети побуту тощо, знайдені на цвинтарі Керамікосу, а отже представляють класичну добу Афіни. Експонати Археологічного музею Керамікосу — поховальні атрибути, знайдені дослідниками німецького археологічного інституту під час розкопок давньоафінського цвинтаря Керамікос на прощі 38 500 м².
За виставковим комплексом розташовані склади та ремонтна майстерня, оскільки археологічні дослідження на ділянці Керамікосу тривають і нині.

## Найвідоміші експонати
Деякі з найважливіших експонатів музею Керамікосу:
- центральний експонат атріума — Бик Діонісія, сина Альфіна.
- амфора періоду ранньої геометрики, датована 860—840 роками до нашої ери.
- чорнофігурний лекіф, корпус якого прикрашений фігурою Діоніса в супроводі двох сатирів. Приписується Вазописцю Амасіса і датується близько 550 до н. е.
- мармуровий сфінкс, що увінчував архаїчну поховальну стелу, датується 550—540 до н. е.* так званий, наїскос Амфітріти із мармуровим рельєфом та зображенням самої Амфітріти, заможної афінянки, зі своїм онуком. Датується 30-420 роками до нашої ери.
- червонофігурна гідрія, прикрашена багатофігурною композицією, розписана Мідієм. Датується 430 до нашої ери.
- мармуровий наїскос Дексілея, датований 394—393 роками до н. е.

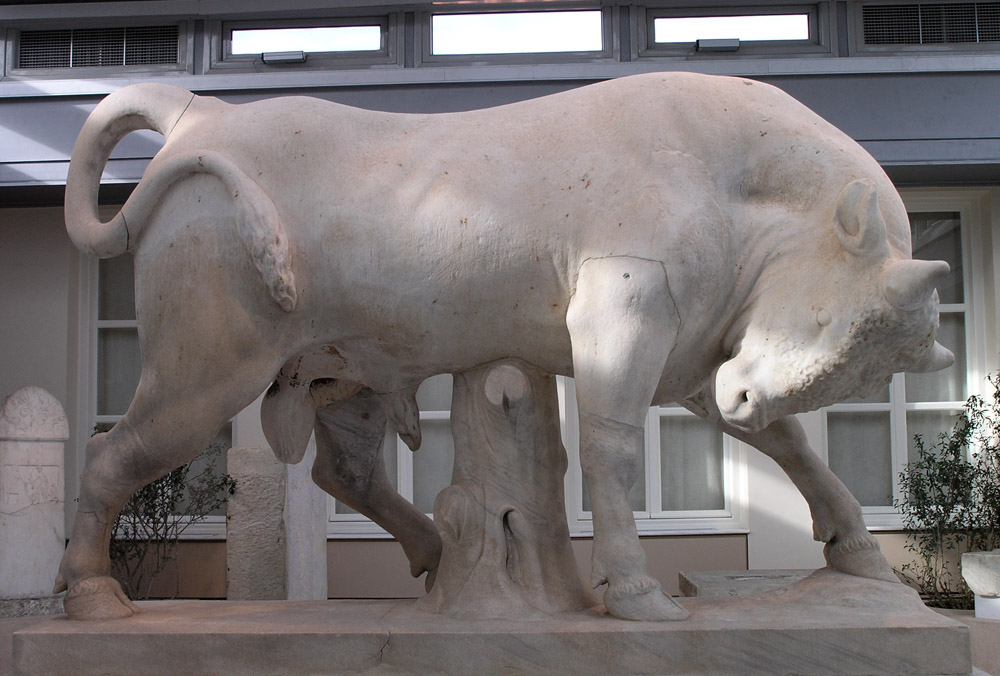
Бик Діонісія, сина Альфіна
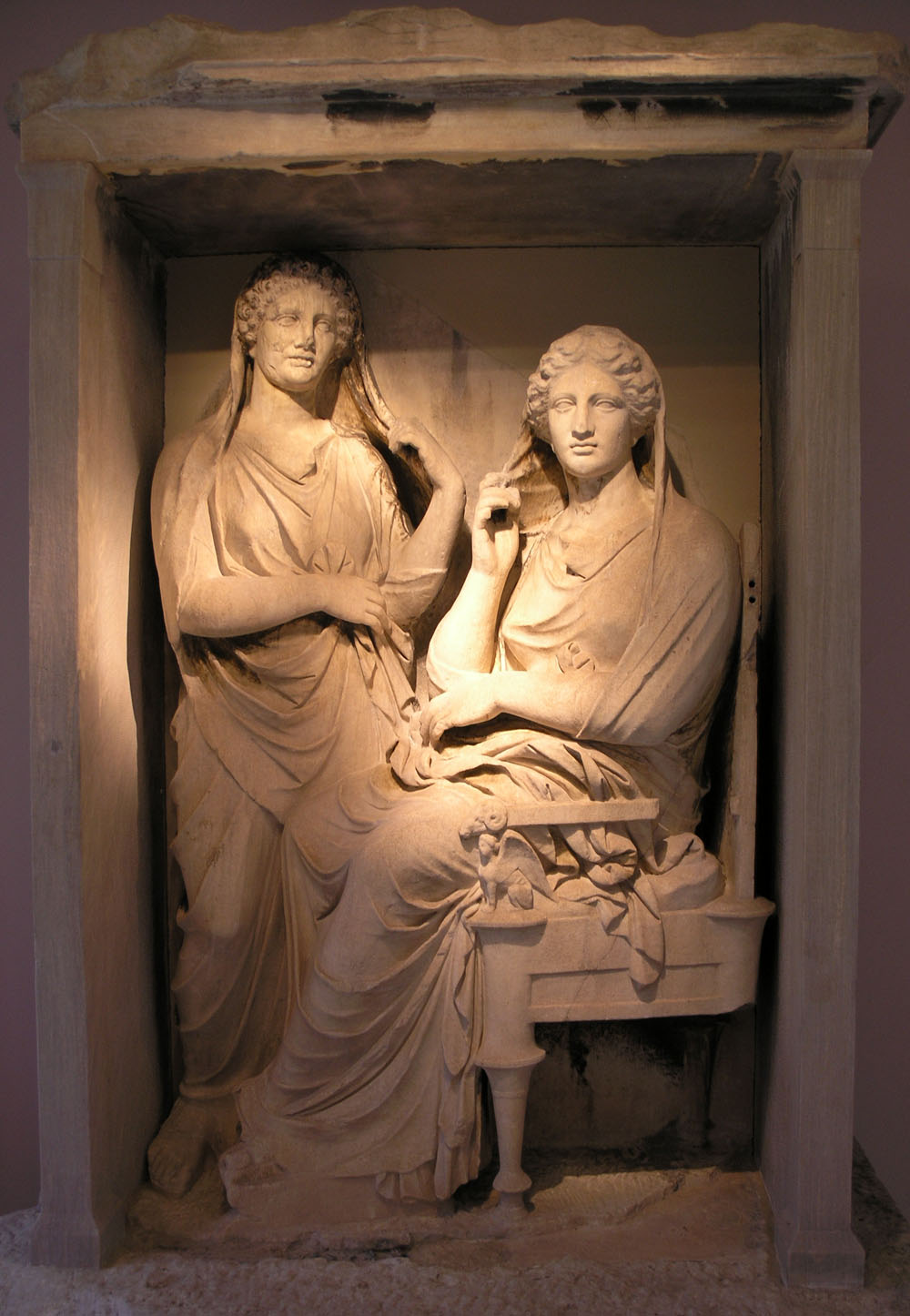
Наїскос афінянок Деметри та Памфіли
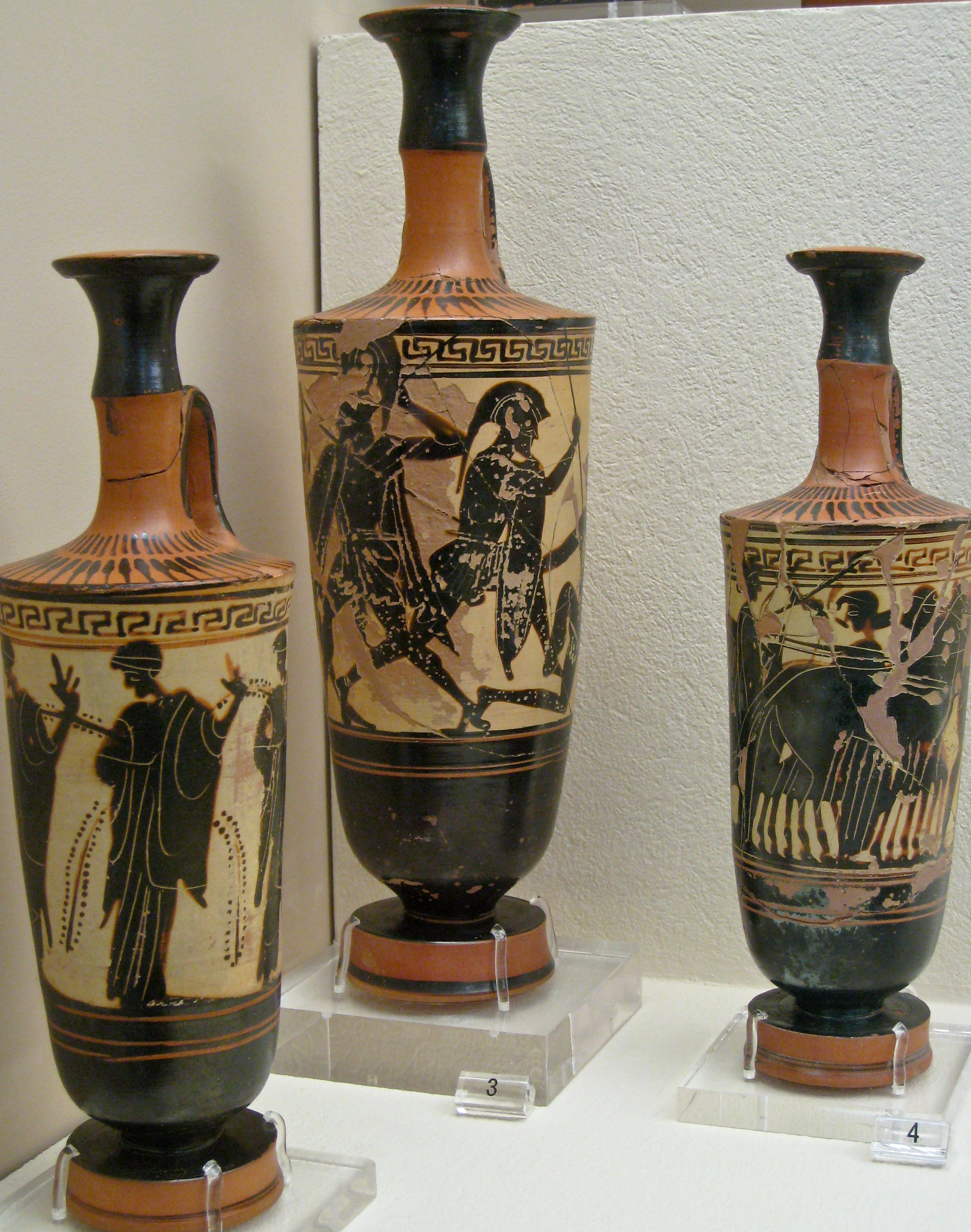
Чорнофігурні лекіфи
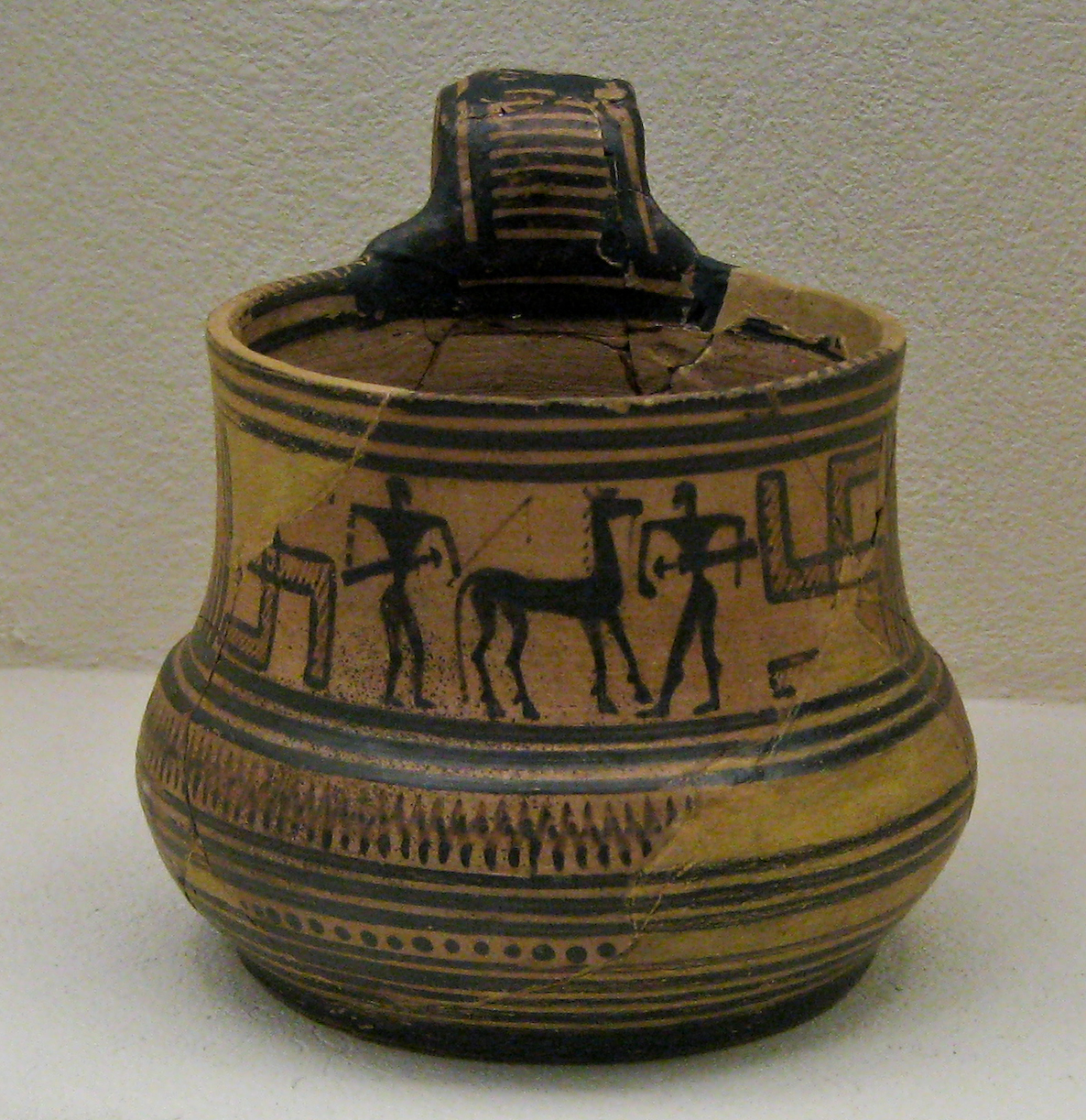
Ойнохоя із геометричним вазописом